# Rockport, Kentucky
Rockport är en ort i Ohio County i delstaten Kentucky, USA.